# Canton de Frontignan
Le canton de Frontignan est une circonscription électorale française située dans le département de l'Hérault et la région Occitanie.

## Histoire
Un nouveau découpage territorial de l'Hérault (département) entre en vigueur à l'occasion des élections départementales de 2015. Il est défini par le décret du 26 février 2014, en application des lois du 17 mai 2013 (loi organique 2013-402 et loi 2013-403). Les conseillers départementaux sont, à compter de ces élections, élus au scrutin majoritaire binominal mixte. Les électeurs de chaque canton élisent au Conseil départemental, nouvelle appellation du Conseil général, deux membres de sexe différent, qui se présentent en binôme de candidats. Les conseillers départementaux sont élus pour 6 ans au scrutin binominal majoritaire à deux tours, l'accès au second tour nécessitant 12,5 % des inscrits au 1er tour. En outre la totalité des conseillers départementaux est renouvelée. Ce nouveau mode de scrutin nécessite un redécoupage des cantons dont le nombre est divisé par deux avec arrondi à l'unité impaire supérieure si ce nombre n'est pas entier impair, assorti de conditions de seuils minimaux. Dans l'Hérault, le nombre de cantons passe ainsi de 49 à 25.
À la suite du redécoupage cantonal de 2014, le nombre de communes du canton reste inchangé mais perd Villeneuve-lès-Maguelone (désormais dans le canton de Pignan) et gagne la commune de Gigean (issue du canton de Mèze).

## Représentation

### Conseillers généraux de 1833 à 2015
| Période         | Période      | Identité                                  | Étiquette             | Qualité |
| --------------- | ------------ | ----------------------------------------- | --------------------- | --- |
| 1833            | 1839         | Marc Joseph Victoire Poulhe fils (1806-?) |                       | Docteur en médecine et propriétaire à Frontignan                                                                                             |
| 1839            | 1842         | Marc François Thomas                      | Droite                | Avocat et notaire à Frontignan, conseiller d'arrondissement                                                                                  |
| 1842            | 1848         | Gustave de Girard                         | Droite                | Propriétaire, avocat et conseiller municipal de Montpellier, propriétaire à Balaruc-le-Vieux, conseiller d'arrondissement Député (1849-1851) |
| 1848            | 1852         | Marc François Thomas                      | Droite                | Avocat et notaire à Frontignan |
| 1852            | 1871         | Joseph Pierre Antoine Grasset (1805-1884) |                       | Conseiller à la Cour Impériale de Montpellier                                                                                                |
| 1871            | 1880         | Antoine Clément                           | Républicain           | Maire de Frontignan (1870-1874, 1876-1877, 1877-1879)                                                                                        |
| 1880            | 1897 (décès) | François Simorre                          | Républicain radical   | Maire de Frontignan |
| 1897            | 1901         | Hippolyte Gachon                          | Rad.                  | Maire de Frontignan (1896-1904) |
| 1901            | 1919         | Edouard Ferrasse                          | Rad.                  | Licencié en droit, Montpellier |
| 1919            | 1932 (décès) | Victor Anthérieu                          | SFIO                  | Négociant-propriétaire Maire de Frontignan (1912-1932)                                                                                       |
| 1932            | 1940         | Elisée Galabert                           | SFIO                  | Négociant Maire de Frontignan (1932-1941 et 1944-1945)                                                                                       |
|                 |              |                                           |                       | |
| 1942            | 1945         | Eugène Orsetti                            |                       | Viticulteur Conseiller municipal de Frontignan Nommé conseiller départemental en 1942                                                        |
|                 |              |                                           |                       | |
| 1945            | 1951         | Paul Balmigère                            | PCF                   | Ouvrier agricole Élu en 1970 dans le Canton d'Agde                                                                                           |
| 1951            | 1954 (décès) | Marcel Pradel (1894-1954)                 | SFIO                  | Propriétaire Maire de Balaruc-le-Vieux (1919-1954) Ancien conseiller d'arrondissement                                                        |
| 10 octobre 1954 | 1994         | Philippe Chappotin                        | DVG puis SFIO puis PS | Négociant en vins Maire de Frontignan (1971-1989)                                                                                            |
| 1994            | 2008         | Gérard Bouisson (1947-2010)               | PCF                   | Ouvrier agricole Maire de Villeneuve-lès-Maguelone (1979-2008)                                                                               |
| 2008            | 2015         | Pierre Bouldoire                          | PS                    | Éducateur spécialisé Maire de Frontignan (1995-2020)                                                                                         |

### Conseillers d'arrondissement (de 1833 à 1940)
| Période | Période | Identité                                | Étiquette   | Qualité |
| ------- | ------- | --------------------------------------- | ----------- | --- |
| 1833    | 1839    | Marc Antoine François Thomas            |             | Notaire à Frontignan                                                                                        |
| 1839    | 1842    | Gustave de Girard                       | Droite      | Propriétaire, avocat et conseiller municipal de Montpellier, propriétaire à Balaruc-le-Vieux                |
| 1842    | 1848    | François Paturel                        |             | Propriétaire, adjoint au maire, puis maire (1845-1848) de Vic-la-Gardiole                                   |
| 1848    | 1867    | Amédée Poujol                           |             | Avocat à Montpellier                                                                                        |
| 1867    | 1871    | Claude Lacrouzette-Bellonet (1838-1897) |             | Maire de Frontignan                                                                                         |
| 1871    | 1874    | François Combier                        |             | |
| 1874    |         | M. Bélugon                              |             | Négociant à Montpellier                                                                                     |
|         |         |                                         |             | |
| 1880    | 1886    | Paulin Causse                           | Républicain | Maire de Vic-les-Étangs                                                                                     |
| 1886    | 1898    | Sébastien Masseran fils                 | Républicain | Maire de Villeneuve-lès-Maguelone                                                                           |
| 1898    | 1904    | Louis Maigron                           | Républicain | Négociant, maire de Vic-les-Étangs, Président du Conseil d'arrondissement                                   |
| 1904    |         | Cyprien Artignan                        | Radical     | Maire de Mireval                                                                                            |
| 1919    | 1927    | Marius Catineau                         | SFIO        | Maire de Villeneuve-lès-Maguelone                                                                           |
| 1928    | 1940    | Marcel Pradel (1894-1954)               | SFIO        | Maire de Balaruc-le-Vieux (1919-1954)                                                                       |
| 1940    |         |                                         |             | Les conseils d'arrondissement ont été suspendus par la loi du 12 octobre 1940 et n'ont jamais été réactivés |

### Conseillers départementaux à partir de 2015
| Période élective | Période élective | Mandat | Mandat           | Identité               | Nuance | Nuance | Qualité |
| ---------------- | ---------------- | ------ | ---------------- | ---------------------- | ------ | ------ | --- |
| 2015             | 2021             | 2015   | 2021             | Pierre Bouldoire       |        | PS     | Maire de Frontignan (1995-2020) 1er Vice-président, délégué général et délégué aux solidarités territoriales                                                    |
| 2015             | 2021             | 2015   | 2021             | Sylvie Pradelle        |        | PS     | conseillère municipale de Gigean Présidente de la commission du développement économique, du tourisme, des politiques de l’insertion et de l’économie solidaire |
| 2021             | 2028             | 2021   | 2022 (démission) | Pierre Bouldoire       |        | PS     | Conseiller sortant, 1er Vice-président, délégué général, délégué aux solidarités territoriales - transition numérique et innovation                             |
| 2021             | 2028             | 2021   | en cours         | Sylvie Pradelle        |        | PS     | conseillère municipale de Gigean |
| 2021             | 2028             | 2022   | en cours         | Jean-Franck Cappellini |        | PS     | Professeur, Balaruc-les-Bains |

### Résultats détaillés

#### Élections de mars 2015
À l'issue du 1er tour des élections départementales de 2015, deux binômes sont en ballottage : Frédéric Briand et Paula Leitao (FN, 40,97 %) et Pierre Bouldoire et Sylvie Pradelle (PS, 34,15 %). Le taux de participation est de 51,66 % (18 342 votants sur 35 502 inscrits) contre 51,87 % au niveau départemental et 50,17 % au niveau national.
Au second tour, Pierre Bouldoire et Sylvie Pradelle (PS) sont élus avec 51,8 % des suffrages exprimés et un taux de participation de 57,28 % (9 795 voix pour 20 337 votants et 35 503 inscrits).
| Commune           | Premier tour | Premier tour | Premier tour | Premier tour |         | Second tour | Second tour |
| Commune           | FN           | PS           | UDI-UMP      | PCF          | PS      | FN          |             |
| ----------------- | ------------ | ------------ | ------------ | ------------ | ------- | ----------- | ----------- |
| Commune           |              |              |              |              |         |             |             |
| Balaruc-le-Vieux  | 46,17 %      | 25,35 %      | 18,26 %      | 10,22 %      | 47,09 % | 52,91 %     |             |
| Balaruc-les-Bains | 39,13 %      | 25,34 %      | 20,58 %      | 14,95 %      | 50,40 % | 49,60 %     |             |
| Frontignan        | 40,15 %      | 38,35 %      | 14,34 %      | 7,16 %       | 53,29 % | 46,71 %     |             |
| Gigean            | 44,63 %      | 31,97 %      | 15,50 %      | 7,90 %       | 50,16 % | 49,84 %     |             |
| Mireval           | 38,25 %      | 36,97 %      | 18,30 %      | 6,48 %       | 53,10 % | 46,90 %     |             |
| Vic-la-Gardiole   | 44,45 %      | 32,14 %      | 13,71 %      | 9,69 %       | 48,70 % | 51,30 %     |             |

#### Élections de juin 2021
Le premier tour des élections départementales de 2021 est marqué par un très faible taux de participation (33,26 % au niveau national). Dans le canton de Frontignan, ce taux de participation est de 32,02 % (11 847 votants sur 37 004 inscrits) contre 33,27 % au niveau départemental. À l'issue de ce premier tour, deux binômes sont en ballottage : Pierre Bouldoire et Sylvie Pradelle (PS, 43,36 %) et Patricia Andrieu et Gérard Prato (RN, 36,93 %).
Le second tour des élections est marqué une nouvelle fois par une abstention massive équivalente au premier tour. Les taux de participation sont de 34,36 % au niveau national, 34,7 % dans le département et 34,16 % dans le canton de Frontignan. Pierre Bouldoire et Sylvie Pradelle (PS) sont élus avec 55,71 % des suffrages exprimés (6 689 voix pour 12 642 votants et 37 012 inscrits),,.
| Commune           | Premier tour | Premier tour | Premier tour | Premier tour |         | Second tour | Second tour |
| Commune           | SOC          | RN           | DVC          | DVD          | SOC     | RN          |             |
| ----------------- | ------------ | ------------ | ------------ | ------------ | ------- | ----------- | ----------- |
| Commune           |              |              |              |              |         |             |             |
| Balaruc-le-Vieux  | 33,58 %      | 38,08 %      | 19,04 %      | 9,30 %       | 49,25 % | 50,75 %     |             |
| Balaruc-les-Bains | 41,71 %      | 39,15 %      | 13,44 %      | 5,71 %       | 56,18 % | 43,82 %     |             |
| Frontignan        | 49,59 %      | 39,38 %      | 4,69 %       | 6,35 %       | 56,67 % | 43,33 %     |             |
| Gigean            | 26,06 %      | 26,06 %      | 42,17 %      | 5,70 %       | 55,10 % | 44,90 %     |             |
| Mireval           | 42,65 %      | 27,15 %      | 4,19 %       | 26,02 %      | 57,79 % | 42,21 %     |             |
| Vic-la-Gardiole   | 40,53 %      | 42,93 %      | 4,27 %       | 12,27 %      | 51,56 % | 48,44 %     |             |

## Composition

### Composition avant 2015
Avant le redécoupage cantonal de 2014, l'ancien canton de Frontignan regroupait six communes.
| Nom                      | Code Insee | Codepostal | Superficie (km2) | Population (dernière pop. légale) | Densité (hab./km2) |
| ------------------------ | ---------- | ---------- | ---------------- | --------------------------------- | ------------------ |
| Frontignan (chef-lieu)   | 34108      | 34110      | 31,72            | 22 728 (2012)                     | 717                |
| Balaruc-les-Bains        | 34023      | 34540      | 8,66             | 6 886 (2012)                      | 795                |
| Balaruc-le-Vieux         | 34024      | 34540      | 5,92             | 2 234 (2012)                      | 377                |
| Mireval                  | 34159      | 34110      | 11,05            | 3 272 (2012)                      | 296                |
| Vic-la-Gardiole          | 34333      | 34110      | 18,49            | 2 978 (2012)                      | 161                |
| Villeneuve-lès-Maguelone | 34337      | 34750      | 22,70            | 9 436 (2012)                      | 416                |

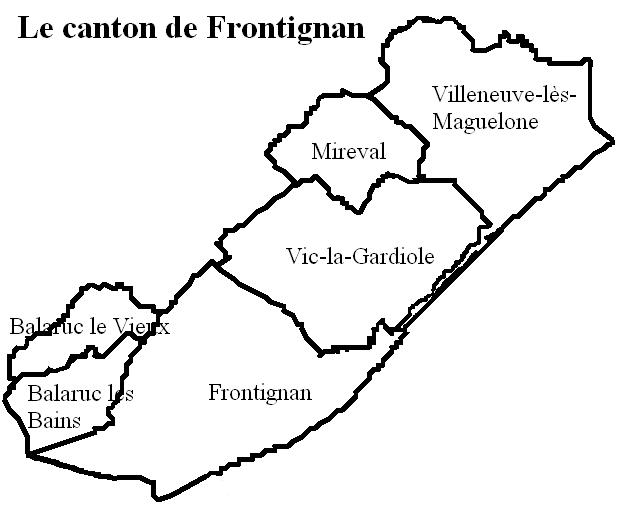
Carte du canton avec les communes avant la réforme de 2014.
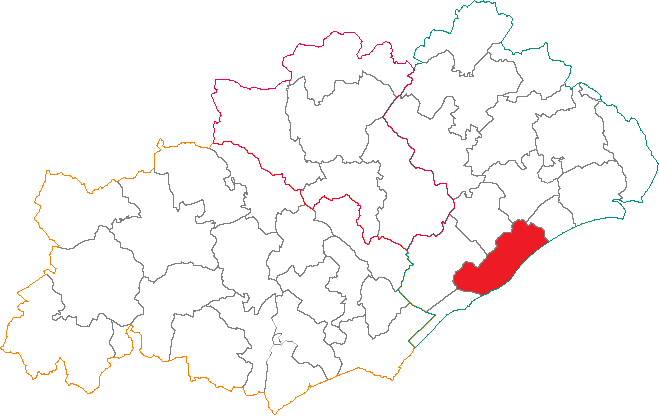
Canton de Frontignan avant la réforme territoriale de 2014.

### Composition depuis 2015
Le nouveau canton de Frontignan comprend six communes entières.
| Nom                                | Code Insee | Intercommunalité               | Superficie (km2) | Population (dernière pop. légale) | Densité (hab./km2) | Modifier                                    |
| ---------------------------------- | ---------- | ------------------------------ | ---------------- | --------------------------------- | ------------------ | ------------------------------------------- |
| Frontignan (bureau centralisateur) | 34108      | CA Sète Agglopôle Méditerranée | 31,72            | 23 788 (2022)                     | 750                | modifier les données · modifier les données |
| Balaruc-le-Vieux                   | 34024      | CA Sète Agglopôle Méditerranée | 5,92             | 2 749 (2022)                      | 464                | modifier les données · modifier les données |
| Balaruc-les-Bains                  | 34023      | CA Sète Agglopôle Méditerranée | 8,66             | 7 136 (2022)                      | 824                | modifier les données · modifier les données |
| Gigean                             | 34113      | CA Sète Agglopôle Méditerranée | 16,56            | 6 559 (2022)                      | 396                | modifier les données · modifier les données |
| Mireval                            | 34159      | CA Sète Agglopôle Méditerranée | 11,05            | 3 301 (2022)                      | 299                | modifier les données · modifier les données |
| Vic-la-Gardiole                    | 34333      | CA Sète Agglopôle Méditerranée | 18,49            | 3 413 (2022)                      | 185                | modifier les données · modifier les données |
| Canton de Frontignan               | 3408       |                                | 92,40            | 46 946 (2022)                     | 508                | modifier les données                        |

## Démographie

### Démographie avant 2015
| 1962   | 1968   | 1975   | 1982   | 1990   | 1999   | 2006   | 2011   | 2012   |
| ------ | ------ | ------ | ------ | ------ | ------ | ------ | ------ | ------ |
| 13 518 | 16 610 | 19 436 | 24 956 | 31 366 | 39 499 | 45 190 | 47 300 | 47 534 |

### Démographie depuis 2015
En 2022, le canton comptait 46 946 habitants, en évolution de +4,41 % par rapport à 2016 (Hérault : +7,49 %, France hors Mayotte : +2,11 %).
| 2013   | 2018   | 2022   |
| ------ | ------ | ------ |
| 44 838 | 45 278 | 46 946 |

## Galerie photographique

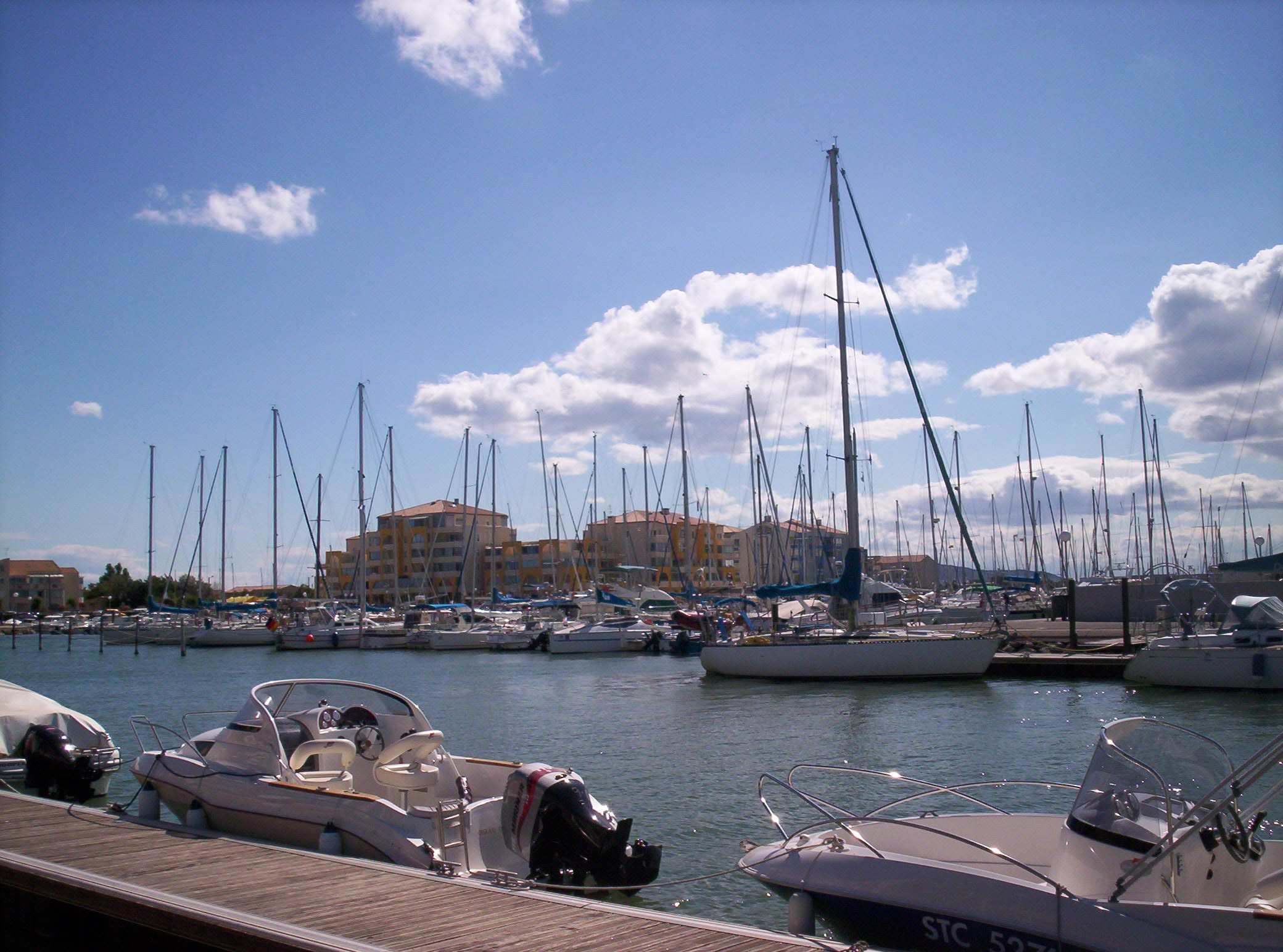
Le port de plaisance de Frontignan.
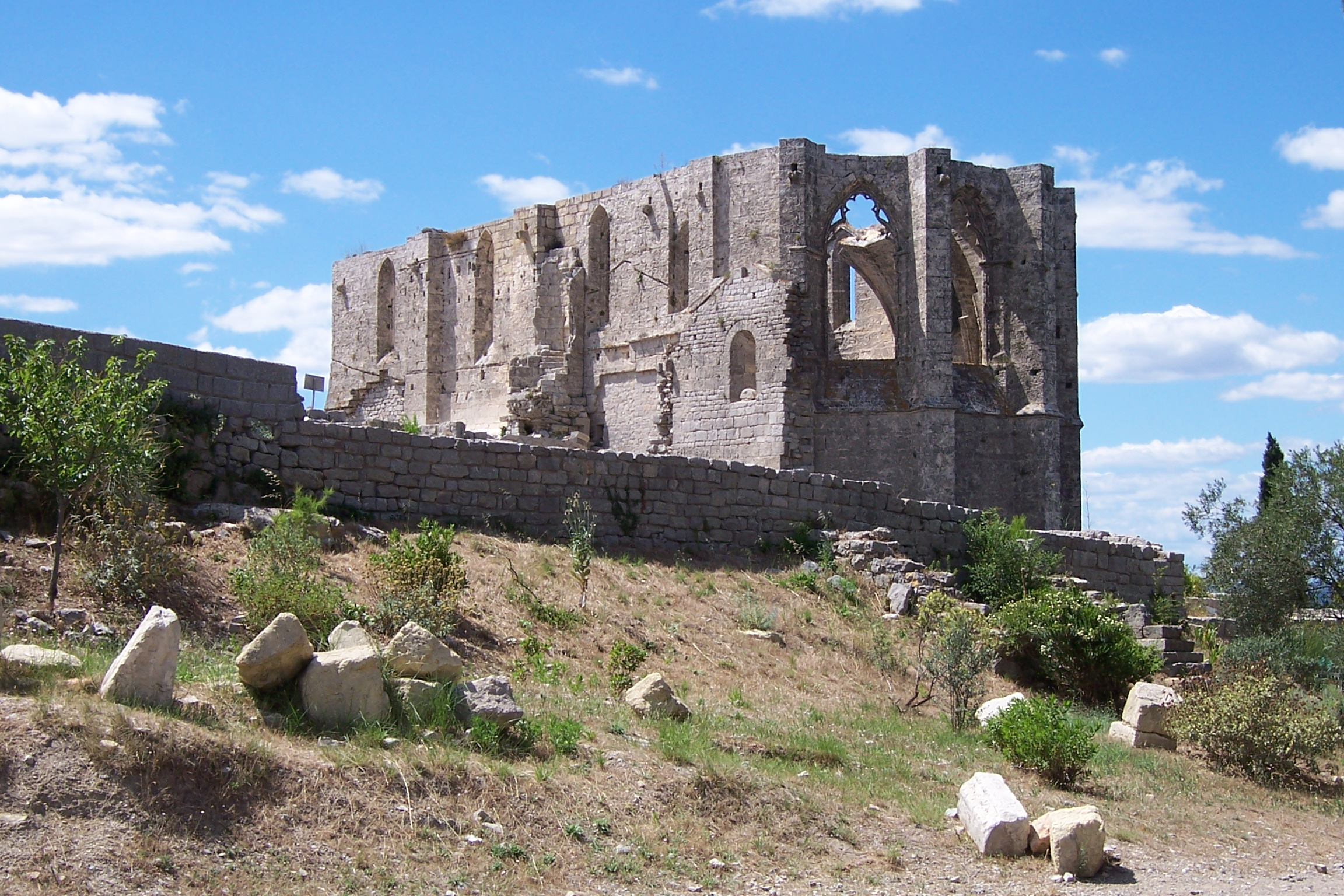
Abbaye Saint-Félix-de-Montceau à Gigean.
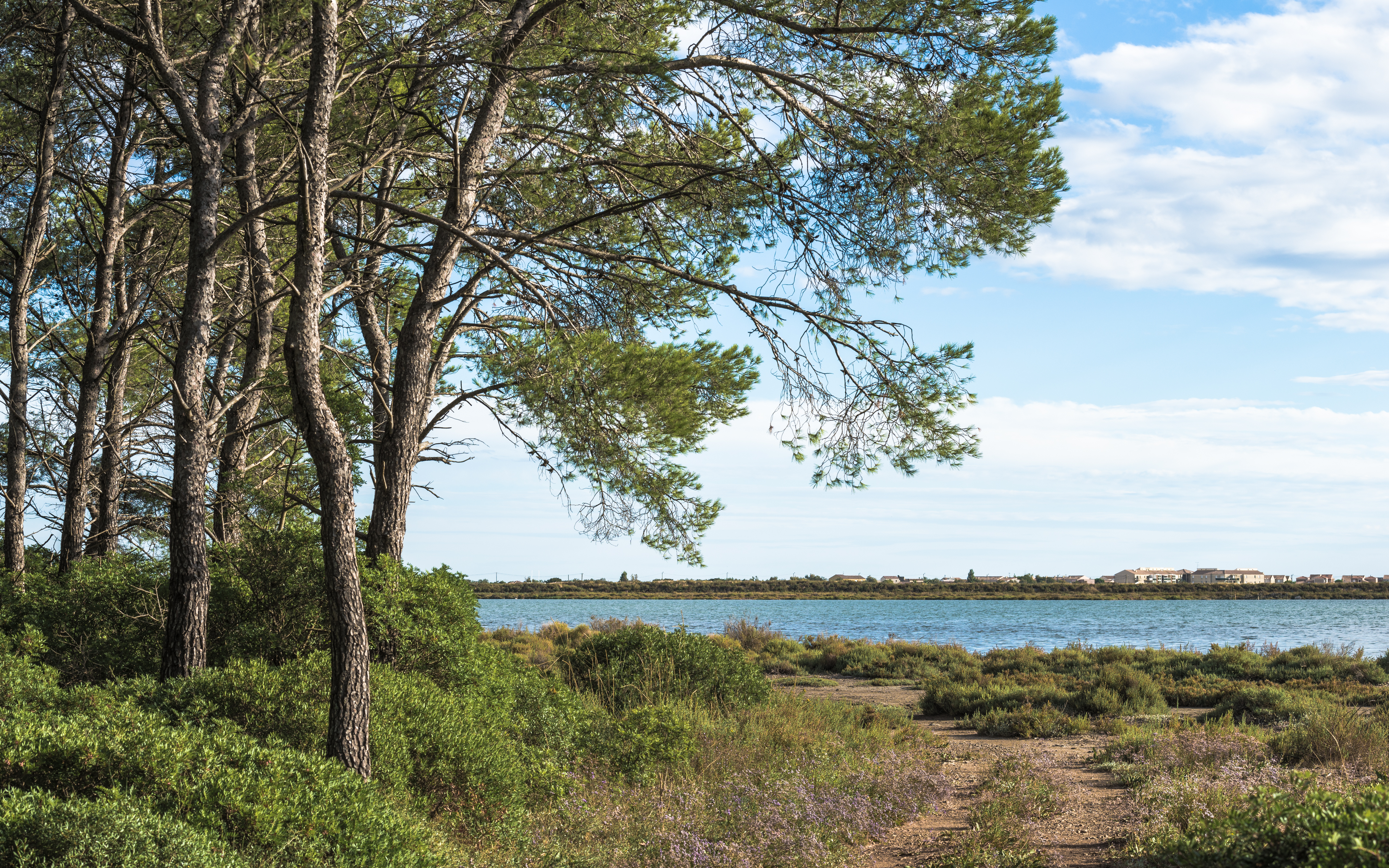
Vic-la-Gardiole : La pinède du Bois des Aresquiers), l'étang d'Ingril et Frontignan-Plage.
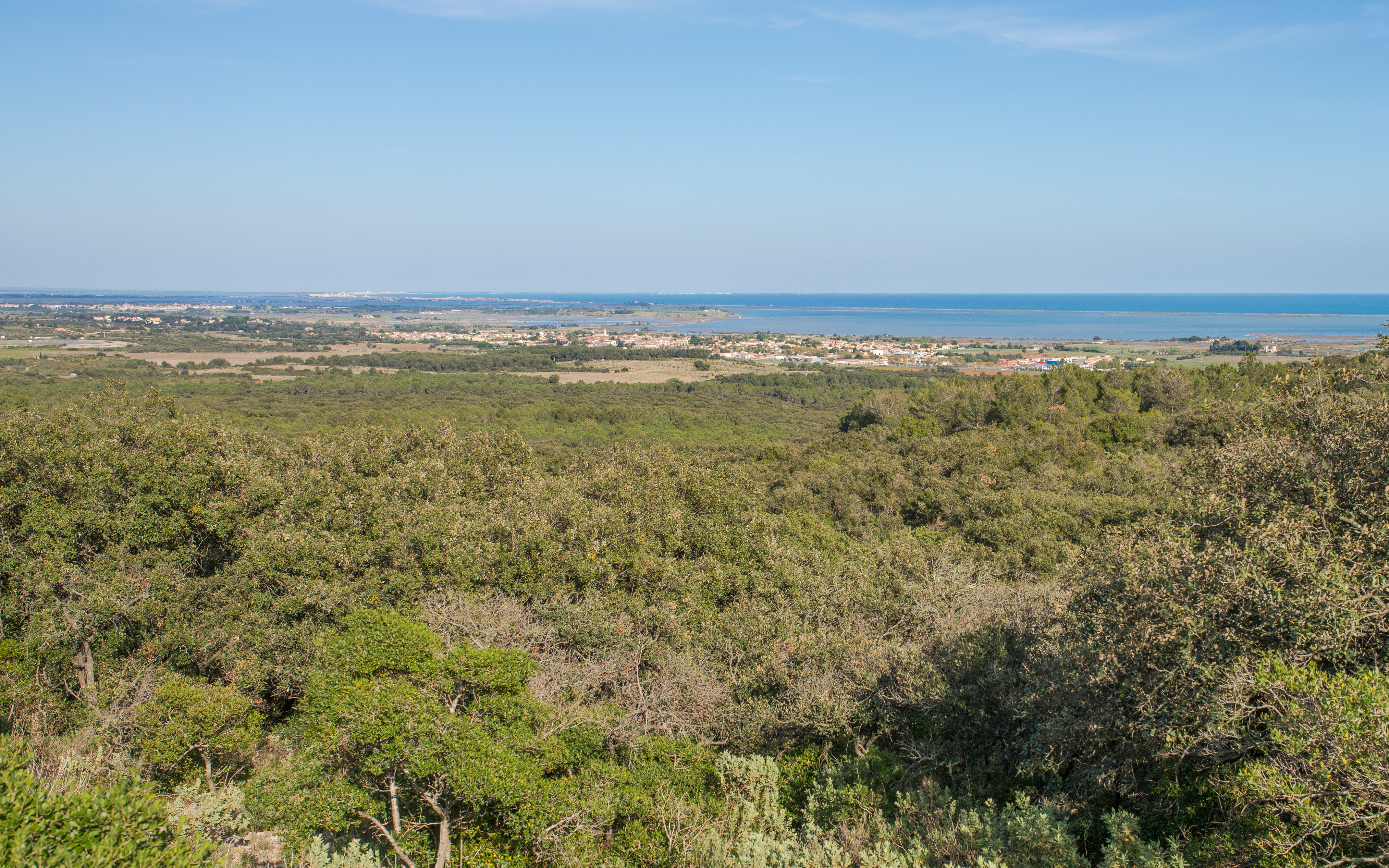
Mireval depuis la Montagne de La Gardiole à l'ouest dans la commune de Fabrègues.
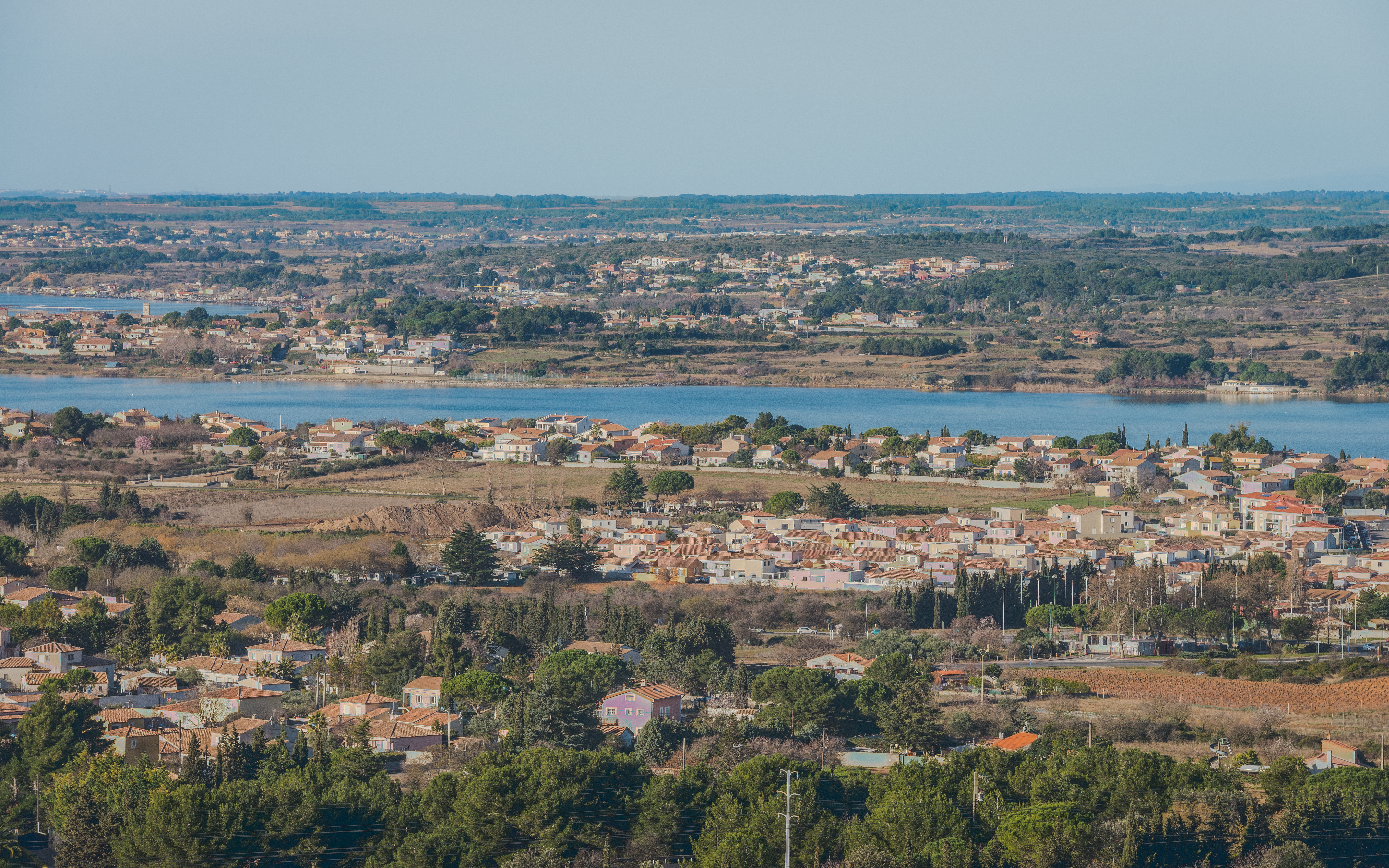
Trois communes en bordure de l'étang de Thau : Balaruc-les-Bains, Balaruc-le-Vieux et Bouzigues.

## Monuments ou sites
- Cathédrale de Maguelone ;
- Église Saint-Paul de Frontignan ;
- Plage et bois des Aresquiers ;
- Étang de l'Estagnol et massif de la Gardiole.